# اقتصاد فیلیپین
اقتصاد فیلیپین سی و دومین اقتصاد بزرگ جهان از نظر تولید ناخالص داخلی اسمی بر اساس صندوق بین‌المللی پول در سال ۲۰۲۱ و دوازدهمین اقتصاد بزرگ در آسیا و سومین اقتصاد بزرگ در آسه آن پس از اندونزی و تایلند است. فیلیپین یکی از سریع‌ترین بازارهای در حال رشد و سومین اقتصاد برتر در جنوب شرقی آسیا از نظر تولید ناخالص داخلی اسمی، پس از تایلند و اندونزی است.
فیلیپین در درجه اول یک کشور تازه صنعتی‌شده در نظر گرفته می‌شود که دارای اقتصادی در حال گذار از اقتصادی مبتنی بر کشاورزی به اقتصادی مبتنی بر خدمات و تولید است. تا سال ۲۰۲۱، تولید ناخالص داخلی بر اساس برابری قدرت خرید ۱٫۴۷ تریلیون دلار برآورد شد که هجدهمین رتبه در جهان است.
صادرات اصلی این کشور شامل نیمه‌رساناها و محصولات الکترونیکی، تجهیزات حمل و نقل، پوشاک، محصولات مس، فرآورده‌های نفتی، روغن نارگیل و میوه‌های دیگر است. شرکای تجاری اصلی آن عبارتند از ژاپن، چین، ایالات متحده، سنگاپور، کره جنوبی، هلند، هنگ کنگ، آلمان، تایوان و تایلند. فیلیپین در کنار اندونزی، مالزی، ویتنام و تایلند به عنوان یکی از اقتصادهای بچه ببر نامگذاری شده‌است. این کشور در حال حاضر یکی از سریع‌ترین اقتصادهای در حال رشد آسیا است. با این حال، مشکلات عمده باقی مانده که عمدتاً مربوط به کاهش اختلاف درآمد و رشد گسترده بین مناطق مختلف کشور و اختلاف اقتصادی طبقات اجتماعی-اقتصادی، کاهش فساد و سرمایه‌گذاری در زیرساخت‌های لازم برای تضمین رشد آینده می‌باشد.
پیش‌بینی می‌شود اقتصاد فیلیپین تا سال ۲۰۵۰ چهارمین اقتصاد بزرگ آسیا و نوزدهمین اقتصاد بزرگ جهان باشد. پیش‌بینی می‌شود تا سال ۲۰۳۵ اقتصاد فیلیپین بیست و پنجمین اقتصاد بزرگ جهان باشد.

## نمودارها
| محدوده زمانی | نرخ رسمی        | نرخ محاسبه     |
| ------------ | --------------- | -------------- |
| قرن ۱۸       | –               | ۰٫۱٪           |
| قرن ۱۹       | –               | ۰٫۶٪           |
| قرن ۲۰       | –               | ۲٫۷٪           |
|              |                 |                |
| ۱۹۰۰–۱۹۳۹    | –               | ۱٫۴٪           |
| ۱۹۴۰–۱۹۴۹    | ۴٫۶٪            | ۴٫۰٪           |
| ۱۹۵۰–۱۹۵۹    | ۶٫۷٪            | ۵٫۹٪           |
| ۱۹۶۰–۱۹۶۹    | ۵٫۰۶٪           | ۴٫۷٪           |
| ۱۹۷۰–۱۹۷۹    | ۵٫۷۹٪           | ۵٫۶٪           |
| ۱۹۸۰–۱۹۸۹    | ۲٫۰۱٪           | ۹٫۹٪           |
| ۱۹۹۰–۱۹۹۹    | ۲٫۷۵٪           | ۳٫۰٪           |
| ۲۰۰۰–۲۰۰۹    | ۴٫۴۶٪           | ۴٫۸٪           |
|              | نرخ پیش‌بینی شده | نرخ محاسبه شده |
| ۲۰۱۰–۲۰۱۹    | ۶٫۳۶٪           | ۶٫۰٪           |
| ۲۰۲۰–۲۰۲۹    | ۶٫۸٪            | ۶٫۵٪           |
| ۲۰۳۰–۲۰۳۹    | ۶٫۹٪            | ۶٫۷٪           |
| ۲۰۴۰–۲۰۴۹    | ۷٫۱٪            | ۶٫۸٪           |

| رشد اقتصادی                    | رشد اقتصادی        | رشد اقتصادی |
| سال                            | ٪ تولید ناخالص ملی | % GNI       |
| ------------------------------ | ------------------ | ----------- |
| ۱۹۹۹                           | ۳٫۱                | ۲٫۷         |
| ۲۰۰۰                           | ۴٫۴                | ۷٫۷         |
| ۲۰۰۱                           | ۲٫۹                | ۳٫۶         |
| ۲۰۰۲                           | ۳٫۶                | ۴٫۱         |
| ۲۰۰۳                           | ۵٫۰                | ۸٫۵         |
| ۲۰۰۴                           | ۶٫۷                | ۷٫۱         |
| ۲۰۰۵                           | ۴٫۸                | ۷٫۰         |
| ۲۰۰۶                           | ۵٫۲                | ۵٫۰         |
| ۲۰۰۷                           | ۷٫۱                | ۶٫۲         |
| ۲۰۰۸                           | ۴٫۲                | ۵٫۰         |
| ۲۰۰۹                           | ۱٫۱                | ۶٫۱         |
| ۲۰۱۰                           | ۷٫۶                | ۸٫۲         |
| ۲۰۱۱                           | ۳٫۷                | ۲٫۶         |
| 2012                           | ۶٫۸                | ۶٫۵         |
| 2013                           | ۷٫۲                | ۷٫۵         |
| 2014                           | ۶٫۱                | ۵٫۸         |
| 2015                           | ۵٫۸                | ۵٫۴         |
| ۲۰۱۶                           |                    |             |
| 2017                           | ۶٫۷                | ۶٫۵         |
| * محاسبه شده با قیمت ثابت 2000 |                    |             |
| ** منبع: NEDA و NSCB           |                    |             |

## نگارخانه

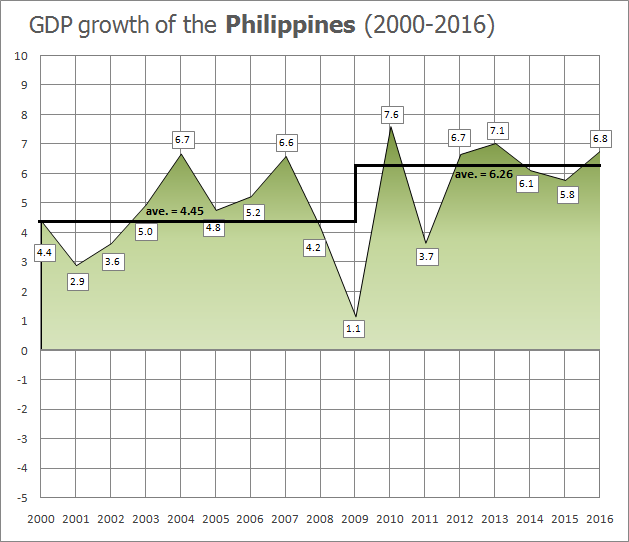
رشد تولید ناخالص داخلی فیلیپین ۲۰۰۰-۲۰۱۶
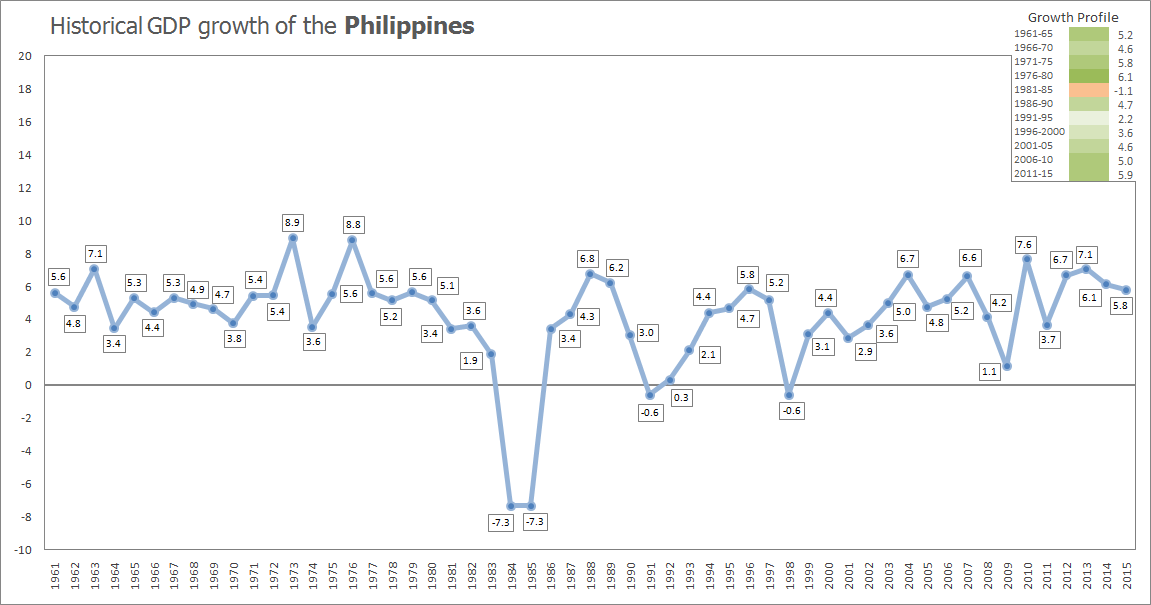
رشد تاریخی اقتصاد فیلیپین از سال ۱۹۶۱ تا ۲۰۱۵